# Храм Рождества Пресвятой Богородицы (Лахва)
Храм Рождества Пресвятой Богородицы — православный храм в деревне Лахва Лунинецкого района Брестской области Беларуси.

## История
Находится неподалёку от центра деревни, возле реки Смердь. Построен в 1889 году из кирпича на месте основанного князем Радзивиллом костела XVII века.

## Архитектура
Памятник архитектуры византийско-русского стиля. Основу храма составляет кубовидный основной 5-купольный объём, к которому с востока примыкает полукруглая апсида с 2 боковыми ризницами, а с запала — небольшой притвор и массивная колокольня. Объемно-пространственная композиция создана на контрасте высокой четырёхъярусной (2 восьмерика на 2 четвериках) шатровой колокольни и более низких храмовых объёмах. Фасады оформлены высокими двухъярусными карнизами, профилированными поясами, кокошниками, перспективными порталами.

### Интерьер
В интерьере храма использовались иконы XVII—XVIII веков: «Иоанн Златоуст», «Воскресение — Сошествие в ад», «Богоматерь Одигитрия», «Спас», деревянная скульптура XIX века «Распятие».